# Shelbourne United Football Club
Pour les articles homonymes, voir Shelbourne.
Ne doit pas être confondu avec Shelbourne Football Club.
Dernière mise à jour : 3 août 2016.
Shelbourne United Football Club est un ancien club de football Irlandais basé à Dublin. Il porte un nom très proche de celui d'un autre club de Dublin, le Shelbourne Football Club. Ces deux clubs sont issus d'un même quartier de la capitale irlandaise, Ringsend mais ils sont totalement étranger l'un à l'autre. Le Shelbourne United joue la Leinster Senior League et le championnat d'Irlande de football pendant les années 1920.

## Histoire

### Leinster Senior League
Lors de la saison 1920-1921, Shelbourne United remporte la Leinster Senior League. Après le Bohemian FC, le Shelbourne FC et le Saint James's Gate FC, c'est la quatrième équipe à remporter cette compétition régionale. La saison suivante le club reste dans la même compétition et y côtoie les Shamrock Rovers, Bohemian B, St James's Gate B, Bray Unknowns, Midland Athletic, Pioneers, Brooklyn, Merrion, Glasnevin, CYMS et Richmond. Shelbourne joue certains de ses matchs à domicile à Beech Hill dans le quartier de Donnybrook.

### Championnat d'Irlande
Lors de la saison 1922-1923, le championnat d'Irlande voit le nombre de ses participants augmenter de huit à douze. Après le départ de Franckfort FC et de YMCA FC, Shelbourne United est une des six nouvelles équipes à intégrer le championnat. Les autres sont les Shamrock Rovers, Midland Athletic, Pioneers, Athlone Town et Rathmines Athletic. Cette admission n'a pas été sans problèmes. À l'origine Shelbourne United et Rathmines Athletic se sont vu rejetées lors de l'examen du dossier le 17 août 1922. Leur dossier n'est réexaminé que parce que celui de l'UCD est à son tour rejeté parce que le club était alors dans l'incapacité de trouver un terrain pour jouer ses matchs à domicile. Shelbourne United a lui aussi un problème de stade puisque le sien, Anglesea Road est déjà utilisé par Dublin United. Mais les deux clubs arrivent à se mettre d'accord pour une utilisation partagée du stade. Le dossier d'United est repasse devant la Fédération et est accepté le 4 septembre 1922. Deux semaines plus tard Shelbourne United dispute son premier match de championnat, une victoire 1 but à 0 contre les Shamrock Rovers.
Lors de la saison 1922-1923 Shelbourne United termine à la quatrième place du championnat. En Coupe d'Irlande, le club passe le premier tour en écartant le Bohemian Football Club sur le score de 2 à 1. En quart de finale, Shelbourne perd contre les nord-irlandais d'Alton United futur vainqueur de la compétition.
La saison 1923-1924 marque sa dernière saison en championnat d'Irlande. Shelbourne United joue ses matchs à domicile à Glenmalure Parket termine à la sixième place. Le club est de nouveau quart de finaliste de la Coupe d'Irlande, défait cette fois-ci par le Saint James's Gate FC.
Le 7 septembre 1924, la veille de l'ouverture du championnat 1924-1925, le Shelbourne United se retire de la compétition. La place vacante est attribuée au Fordsons Football Club.